# Anaphes distinctus
Anaphes distinctus är en stekelart som först beskrevs av Soyka 1953.  Anaphes distinctus ingår i släktet Anaphes och familjen dvärgsteklar. Inga underarter finns listade i Catalogue of Life.